# Komarekiona eatoni
Komarekiona eatoni ist der Name einer Wenigborster-Art landlebender Crassiclitellaten, die gleichzeitig die einzige Art der Gattung Komarekiona und der Familie Komarekionidae darstellt und in Nordamerika in den südöstlichen USA verbreitet ist.

## Merkmale
Komarekiona eatoni hat einen etwa 11 cm langen und 6 mm breiten, zylindrischen, unpigmentierten Körper mit etwa 110 bis 160 Segmenten und ohne dorsale Poren. Das Prostomium ist tanylolobisch, also vom Peristomium vollständig geteilt, und sein Rand wird von Rillen gebildet, die bis zur Furche zwischen den ersten beiden Segmenten verlaufen. Beginnend am Peristomium sitzen an jedem Segment des Körpers vier Paar s-förmige kleine Borsten mit einfacher Spitze in regelmäßigen Längsreihen.
Der Oesophagus bildet im 6. Segment einen kräftigen Kaumagen, jedoch keine Oesophagealklappe. Ebenso fehlen Kalkdrüsen, Typhlosolis, Darmlamellen und Supraintestinaldrüsen. Der Mitteldarm erweitert sich allmählich hinter den hodentragenden Segmenten. Das geschlossene Blutgefäßsystem weist neben dem Rückengefäß und dem Bauchgefäß seitlich zu den Lateralherzen zwei paarige extraoesophageale Gefäße auf, von denen im 14. Segment die inneren ins Bauchgefäß und die äußeren ins Rückengefäß münden. Ein subneurales Gefäß fehlt. Das hinterste Segment mit einem Paar Lateralherzen ist das 11. Segment. Die großen, wohl entwickelten Nephridien münden über eine kurze Röhre und ein Harnbläschen nach außen. Die deutlich sichtbaren Nephridioporen stehen in zwei geraden Reihen beiderseits des Körpers, beginnend mit dem Peristomium, jedoch nicht im 3. Segment.
Das Clitellum des Zwitters ist sattelförmig und reicht vom 19. bis zum 25. oder 29. Segment, die Tubercula pubertatis vom 21. bis zum 23. oder 24. Segment. Genitalknötchen, -markierungen und -borsten fehlen. Die paarigen Hodensäcke sind vertikal ausgerichtet und berühren sich nicht. Das Paar der weiblichen Geschlechtsöffnungen liegt im 14. Segment, während sich das Paar der männlichen Geschlechtsöffnungen innerhalb des Clitellums befindet, wobei sämtliche Geschlechtsöffnungen sehr klein sind. Die Eierstöcke sitzen im 13. Segment und enden distal in einem einzelnen Eistrang; sie bilden dotterlose Eier. Die Spermienbläschen sind bälkchenförmig. Die Receptacula seminis haben keine Blindsäcke und münden vor den Hoden nach außen.

## Verbreitung, Lebensraum und Lebensweise
Komarekiona eatoni ist in Nordamerika in North Carolina, Tennessee, Kentucky und Indiana verbreitet. Wie andere Crassiclitellata ist sie ein Bodenbewohner und Substratfresser, der die organischen Bestandteile des verschluckten Substrats verdaut.

## Name
Komarekiona eatoni wurde erstmals westlich von Durham gefunden und von dem Biologen T. H. Eaton beschrieben. Gordon Enoch Gates wählte 1974 bei seiner Erstbeschreibung den Gattungsnamen Komarekiona nach E. V. Komarek, dem Direktor der Tall Timbers Research Station, und das Artepitheton eatoni nach dem Biologen T. H. Eaton. Gleichzeitig stellte er auf Grund der sehr eigenen Merkmale von Komarekiona eatoni die eigene monotypische Familie Komarekionidae auf.